# 萊克伍德 (伊利諾伊州)
萊克伍德（英語：Lakewood）是位於美國伊利諾伊州麥克亨利縣的一個村落。

## 地理
萊克伍德的座標為42°13′26″N 88°22′18″W / 42.22389°N 88.37167°W，而該地最高點為海拔高度271米（即889英尺）。

## 人口
根據2010年美國人口普查的數據，萊克伍德的面積為12.98平方千米，當中陸地面積為12.17平方千米，而水域面積為0.81平方千米。當地共有人口3811人，而人口密度為每平方千米293人。